# توسعه بازی ویدئویی
توسعه بازی ویدئویی (به انگلیسی: Video game development) گونه‌ای از فرایند توسعه نرم‌افزار است که در آن، بازی‌های ویدئویی عرضه می‌شوند. این فرایند توسط توسعه‌دهندهٔ بازی ویدئویی انجام شود. توسعه‌دهندهٔ بازی‌های ویدئویی ممکن است از یک فرد که تنها به عنوان یک تجارت به این فعالیت می‌پردازد باشد تا شرکت‌های بزرگ و اختصاصی که به همین منظور تأسیس شده‌اند و فعالیت می‌کنند گسترده باشد. همچنین توسعه و انتشار بازی‌های ویدئویی ممکن است حتی به شکل برخط باشد.
نخستین بازی در سال ۱۹۶۰  توسعه یافت. اما آن به شکل گسترده نبود و در واقع رایانه‌های مناسب در اختیار همگان قرار نداشت. اما در سال ۱۹۷۰ نخستین بازی ویدئویی به صورت تجاری توسعه یافت. این رخداد، با عرضه نسل نخست کنسول‌های بازی ویدئویی هم‌زمان بود. این فعالیت‌ها در آغاز کار، به دلیل سادگی برنامه‌نویسی، برای بازی‌های این نسل، کاری آسان و سودآور بود، اما با نزدیک شدن به قرن ۲۱ به همراه پیچیده شدن فرایند ساخت بازی‌های ویدئویی و همچنین افزایش قدرت پردازش رایانه‌ها و کنسول‌های بازی توسعه بازی‌ها نیز پیچیده‌تر گشت و شرکت‌های بزرگی به این منظور تأسیس شد.

## نقش‌ها

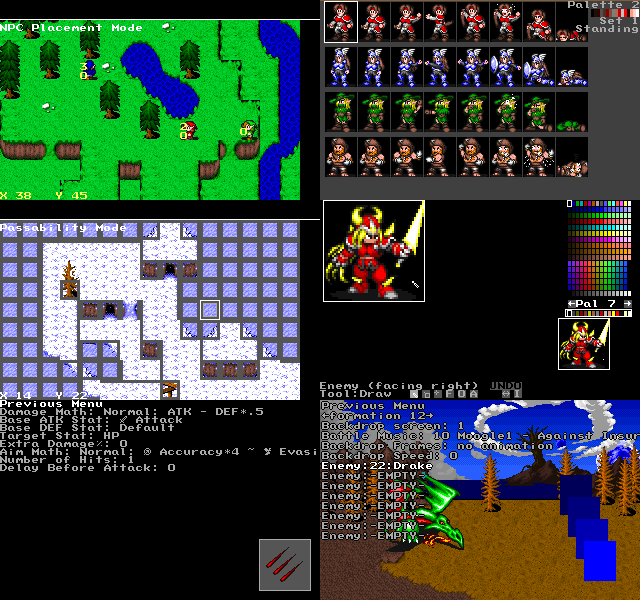
روند بازی سازی یا توسعه بازی ویدئویی

### تولیدکننده
فرایند توسعه و ساخت یک بازی، توسط تولیدکننده‌ای داخلی یا بیرونی نظارت می‌گردد. تولیدکننده بازی ویدئویی با انجام برنامه‌ریزی و ایجاد هماهنگی در نقش مدیریت یک تیم طراحی بازی، وظایف نظارتی خود را در خارج از این تیم انجام می‌دهد و گزارش فعالیت‌های تیم و پیشبرد اهداف را مدیریت می‌کند. تولیدکننده همچنین وظیفه تأمین بودجه، بازاریابی، انجام مذاکرات و قراردادها و تعیین ناشر یا ناشرانی را برای عرضه بازی برعهده دارد.

### ناشر
تهیه‌کننده و ناشر معمولاً خارج از تیم طراحی و از شرکت‌های بیرونی هستند.

### تیم توسعه
یک تیم توسعه بازی ویدئویی ممکن است از گروه‌هایی کوچک یا بسیار بزرگ تشکیل شده باشند. در این تیم، افراد به صورت تخصصی و بنابر توانایی‌ها و تخصص‌های خویش تقسیم و وظایف توسعه را برعهده می‌گیرند. این گروه‌ها ممکن است از ۲۰ عضو تا ۱۰۰ عضو یا بیشتر متغیر باشد، که در آن برنامه‌نویسان، طراحان و متخصصان بازی به فعالیت می‌پردازند.
تیم توسعه شامل این افراد می‌شود:

#### طراح
طراح بازی ویدئویی کسی است که طراحی کلی گیم‌پلی، محیط عمومی بازی، شخصیت‌ها و داستان آن را برعهده دارد. بسیاری از طراحان بازی کار خود را در انجام فعالیت‌هایشان به صورت آزمایشی پیگیری می‌کنند و پس از آزمون و خطاهای فراوان بخش به بخش، هر بخش از طراحی بازی را تکمیل و تأیید شده می‌کنند.

#### طراحی هنری
طراحی هنری بازی ویدئویی (به انگلیسی: Game art design) به فرایند ایجاد مدل‌های دوبعدی یا سه‌بعدی خام برای طراحی بازی گفته می‌شود. این بخش از صنعت بازی‌سازی زیرمجموعه‌ای از توسعه بازی‌های ویدئویی است. در این مرحله از ساخت بازی، طراح وظیفه دارد تا مدل‌سازی سه‌بعدی را برای شخصیت‌ها، محیط و ... با الهام از شخصیت و محیط واقعی، با کمک ابزارهایی چون موشن کپچر انجام دهد. این فرایند در مدل‌سازی دوبعدی به شیوه‌های آسان‌تر انجام می‌شود.

#### برنامه‌نویس
یک برنامه‌نویس بازی‌های ویدئویی شخصی است که دارای مهارت‌های مهندس نرم‌افزار بوده و در درجهٔ نخست و به شکل تخصصی در حوزهٔ توسعهٔ بازی ویدئویی متخصص است. معمولاً یک یا چند برنامه‌نویس عادی و برنامه‌نویس لید بازی مسئول تهیه و آغاز پیاده‌سازی کدهای ابتدایی بازی و دراختیار گذاردن اصول ابتدایی آن به توسعه‌دهندگان بعدی هستند.
این افراد در زمینه‌های مختلفی دارای تخصص هستند. برنامه‌نویسی فیزیک بازی و تهیه موتور بازی برای پیشبرد ساخت بازی. برنامه‌نویسی صدا، گیم‌پلی، واسط کاربری و برنامه‌نویسی ابزارهای بازی از تخصص‌های این افراد است.

#### طراح مرحله
طراح مرحله یا طراح محیط (به انگلیسی: environment designer) یکی از مهم‌ترین نقش‌ها در زمینهٔ طراحی بازی است که از کلیدی‌ترین افراد طراح در حال حاضر است. طراح مرحلهٔ بازی، وظیفه طراحی محیط و سطوح سه‌بعدی بازی و مأموریت‌های درون ان است.

#### صدا
یک طراح صدا وظیفهٔ طراحی جلوه‌های صوتی و ساخت عناصر صوتی مرتبط با بازی را برعهده دارد.

#### آزمایش‌کننده
آزمایش‌کنندهٔ بازی ویدئویی، وظیفه سنجش بازی به منظور تضمین کیفیت را برعهده دارد. این افراد با تحلیل بازی آن را از اشکالات نرم‌افزاری می‌آلایند و فرایند کنترل کیفیت بازی رایانه‌ای را انجام می‌دهند.

## بازاریابی
فرایند بازاریابی برای یک بازی ویدئویی به مجموعه‌‌ی هدف‌گذاری‌های تولیدکننده و ناشر بازی ویدئویی در جهت دراختیارگیری بازاری خاص و کسب ظرفیت مناسب برای فروش بازی‌ها از طریق تبلیغ آن بازی است. این فرایند توسط شرکت‌های اختصاصی و حضور مشاوران مخصوص پیگیری می‌شود.